# Jean-Marie de Bourqueney
Pour les articles homonymes, voir Bourqueney.
Jean-Marie de Bourqueney, né le 5 septembre 1964 à Tours, est un pasteur, théologien et écrivain du courant chrétien protestant libéral.

## Biographie

### Formation théologique
Jean-Marie de Bourqueney a fait sa formation théologique d'abord à la faculté de théologie protestante de Paris puis à celle de Montpellier où il fait la découverte du protestantisme libéral avec des figures comme le professeur André Gounelle et Laurent Gagnebin. 
Inspiré par la théologie du process, née aux États-Unis dans les années 1960, notamment avec le théologien John B. Cobb, il cherche aujourd'hui à développer cette pensée autour du concept de « théologie de la Jubilescence ».

### Pasteur itinérant
De 1989 à 1995, il est pasteur au temple protestant du Havre, puis de 1995 à 2005 au temple de Grignan à Marseille où il s'engage dans le dialogue interreligieux. Il a représenté les protestants pendant cinq ans dans une structure de dialogue politique et culturel municipal, "Marseille Espérance", où il a cherché à développer l'action pédagogique de terrain : prévention des racismes, gestion des crises. C'est là qu'il se lie d'amitié avec Soheib Bencheikh, alors grand mufti de Marseille. Il mènera plus tard avec ce dernier, le rabbin libéral David Meyer et Farid El Asri, anthropologue, des travaux théologiques et des activités pédagogiques.  
En 2005, il devient pasteur de l'Église protestante unie de Belgique sous l'autorité de laquelle il exerce son ministère à l'église protestante de Bruxelles (Chapelle royale). Le 1er juillet 2011, il devient pasteur du temple des Batignolles à Paris 17e.
Depuis le 1er juillet 2024, il est pasteur à l'Eglise protestante unie de Marly-le-Roi. Auparavant il a été directeur de l'hebdomadaire national Réforme pendant deux ans. Il a également été rédacteur en chef de la revue Évangile et Liberté, mensuel important du protestantisme libéral, chroniqueur sur Radio Notre-Dame, vice-président de Fréquence protestante. Il est membre correspondant de l'académie de Montauban,,.